# Zelotes univittatus
Zelotes univittatus är en spindelart som först beskrevs av Simon 1897.  Zelotes univittatus ingår i släktet Zelotes och familjen plattbuksspindlar. Inga underarter finns listade i Catalogue of Life.